# Hadsel
Hadsel este o comună din provincia Nordland, Norvegia.